# Parti communiste des États-Unis d'Amérique
Pour les articles homonymes, voir Parti communiste.

Drapeau du Parti communiste des États-Unis d'Amérique.

Le Parti communiste des États-Unis d'Amérique (en anglais : Communist Party of the United States of America), généralement mentionné comme Parti communiste ÉU (en anglais : Communist Party USA, ou CPUSA), est un parti politique américain.
Créé en 1919, de tendance marxiste-léniniste, le parti s'aligna durant la période du stalinisme et de la guerre froide sur la politique de l'Union soviétique. De 1959 à 2000, il fut dirigé par Gus Hall. Depuis 2019, ses deux co-présidents sont Rossana Cambron et Joe Sims.

## Premières années (1919-1923)

### Scission de 1919
En janvier 1919, Lénine invita la mouvance de gauche du Parti socialiste d'Amérique à rejoindre l'Internationale communiste. Durant le printemps 1919, cette même mouvance du Parti Socialiste, grossie d'une large affluence de nouveaux membres venant de pays engagés dans la Révolution russe, se préparait à usurper le contrôle du parti à la minorité de socialistes modérés aux commandes du parti. Un référendum pour la jonction avec le Kominterm fut approuvé avec 90 % de oui mais les résultats furent étouffés par la direction en place. Des élections internes pour le Comité national exécutif se soldèrent par l'élection de 12 représentants issus de la mouvance de gauche sur 15. Des demandes furent formulées pour mettre à pied les modérés du parti. Les modérés ripostèrent en éliminant plusieurs organisations à l'échelle du pays, une demi-douzaine de fédérations de langues et beaucoup de sections locales. Les deux tiers des membres furent directement touchés. Ils convoquèrent alors une assemblée générale extraordinaire prévue à Chicago pour le 30 août 1919.
En préparation de l'assemblée nationale, la mouvance de gauche échafauda des stratégies pour prendre le contrôle du parti lors d'une assemblée en juin. Le plan était que des délégations venant des groupes nouvellement dissous arriveraient en avance et exigeraient leur participation à la conférence. Cependant les fédérations de langues, des organisations socialistes indépendantes de zones engagées dans la révolution russe, qui furent rejointes par C. E. Ruthenberg (en) et Louis C. Fraina (en), se détachèrent de cette idée et choisirent de former seuls leur propre parti, fondant le Parti communiste des États-Unis d'Amérique, le 2 septembre 1919 lors d'une assemblée séparée, tenue elle aussi à Chicago.
Le jour venu de la conférence, ayant eu vent des projets de prise de contrôle, les modérés firent appel à la force policière qui évacua une bonne partie des protestataires du bâtiment. Ce qui restait des délégués de la mouvance de gauche quitta l'assemblée et, se joignant aux délégués expulsés, forma le Parti des travailleurs communistes le (1er septembre 1919). Sous les pressions de l'Internationale communiste, les deux partis issus de la mouvance de gauche fusionnèrent officiellement lors d'une assemblée générale qui se tint à Woodstock (New York) en mai 1921. Moins de 10 % des membres du parti nouvellement créé étaient nés aux États-Unis et des anglophones natifs.

### Parti caché
Dès son origine, le CPUSA fut attaqué par les gouvernements d'États et le gouvernement fédéral, puis plus tard par le FBI. La révolution russe et les événements associés en Allemagne et en Hongrie suscitaient alors de fortes craintes aux États-Unis. Craintes qui conduisirent aux raids de Palmer ou Peur rouge fin 1919 et en janvier 1920, quand Alexander Mitchell Palmer, procureur général, fit arrêter des milliers de membres du parti en s'appuyant sur la juridiction du Sedition Act of 1918 (en).
Même si certains furent relâchés, beaucoup furent expulsés vers leurs pays d'origine.
Quand le Parti communiste se forma en 1919, le gouvernement des États-Unis était déjà engagé dans des poursuites judiciaires contre les socialistes qui s'étaient opposés à la Première Guerre mondiale et au service militaire. Ces poursuites continuèrent durant l'année 1919 et jusqu'en janvier 1920. Beaucoup de membres du parti furent arrêtés et déportés; les leaders étaient poursuivis en justice et parfois condamnés à la prison.
Le Parti communiste fut donc contraint à la clandestinité et subit des changements de noms successifs pour éviter les arrestations. Après l'englobement du Conseil des travailleurs — un autre groupe issu du Parti socialiste — la couverture officielle pour le Parti communiste, illégal, remplaça peu à peu le Parti caché.
Malgré un effort désespéré de certains membres du parti pour garder une activité illégale sur le principe, la couverture et le Parti caché furent complètement fusionnés, le nouveau parti étant appelé officiellement le Parti des travailleurs d’Amérique.
Chose notable, en 1930 le parti engloba aussi une organisation de socialistes afro-américains appelée la Confrérie de Sang Africain, dont certains membres se révéleront cruciaux pour la propagation de la cause communiste dans les milieux afro-américains.

### Retour à la légalité
Après avoir fusionné dans la légalité, le parti développa nombre de petits groupes plus ou moins stables à l'intérieur de sa hiérarchie. Il y avait en premier la faction autour du membre du bureau fédéral Charles Ruthenberg (en), qui était largement organisé par son partisan, Jay Lovestone (en). Contre cette faction se dressait la réunion Foster-Cannon, dirigée par le spécialiste des relations avec le Syndicat du Commerce, William Z. Foster, et James P. Cannon, dirigeant de l'Union Syndicale du Commerce. La base de la première faction était composée des fédérations de langues étrangères du Parti, tandis que la seconde trouvait ses partisans parmi les travailleurs américains d'origine. En 1922, le magazine The Liberator devient l'organe du parti américain.

## Premières luttes de factions (1923-1929)
En 1924, première publication du Daily Worker, nouvel organe officiel du parti.
En 1925, C. E. Ruthenberg (en) et William Z. Foster étaient à la tête de factions ennemies à l'intérieur du parti. Le représentant du Komintern Sergueï Goussev ordonna à la faction majoritaire menée par Foster de se rallier à la faction de Ruthenberg ; Foster obéit.
Ruthenberg mourut en 1927 et son allié, Jay Lovestone, lui succéda comme secrétaire du parti. Les statuts du parti comme section du Komintern assuraient que des luttes de factions au sein du parti dirigeant du Komintern, la section russe, auraient une influence sur le Parti communiste des États-Unis. Il était donc certain que la participation de membres du parti au Sixième congrès du Komintern en 1928 aurait des répercussions. La même année, plusieurs membres, dont James P. Cannon, Max Shachtman et Martin Abern, sont exclus pour trotskisme : ils partent fonder la Ligue communiste d'Amérique.

### Organisations syndicales et autres travaux progressistes
Peu après les disputes décrites précédemment, une nouvelle direction du parti fut mise en place, dirigée par Earl Browder précédemment subordonné de Wiliam Forester. Il a été supposé que Forester lui-même ait été remplacé pour différentes raisons. Sa santé vacillante pendant cette période a sûrement été un des facteurs. La première partie de la présidence de Browder correspond à ce qui a été appelé la Troisième Période de la nouvelle lutte révolutionnaire, appellation du Komintern pour la période suivant 1928. Cette Troisième Période met en exergue le fait que les autres factions de gauche étaient alors considérées comme social-fascistes par les communistes. Dans ces conditions, toute alliance avec elles a été rejetée.

## Crise et fronts populaires (1929-1939)
Pendant la Grande dépression, beaucoup d'Américains ont perdu leurs illusions en le capitalisme et certains ont trouvé l'idéologie communiste attrayante. D'autres ont été attirés par le militantisme dynamique des communistes américains dans de nombreuses causes sociales et économiques, dont en particulier les droits des Afro-Américains (à travers le mouvement League of Struggle for Negro Rights), des ouvriers et des chômeurs. D'autres encore, alarmés par la montée des franquistes en Espagne et des nazis en Allemagne, ont admiré l'opposition précoce et ferme de l'URSS au fascisme. Le nombre de membres du Parti communiste américain est passé de 7 500 au début de la décennie à 55 000 à la fin de celle-ci.
Le parti travaillait également dans les zones rurales pour organiser des métayers, qui travaillaient sous un régime oppressif. À Camp Hill, en Alabama, en 1931, des miliciens blancs ont répondu en assassinant un dirigeant syndical, et les autorités locales ont inculpé des fermiers noirs pour « préparation d'un meurtre » pour avoir dissimulé chez eux une arme. Les avocats de la International Labor Defense ont réussi à faire tomber les accusations contre tous les accusés. Le syndicat Share Croppers Union anti-ségrégationniste, formé pendant ces événements, a continué à s'organiser. Après avoir mené une grève en 1934 qui a permis à des cueilleurs de coton d'obtenir des prix plus élevés malgré l'intense hostilité des autorités locales et des entreprises, le nombre de ses membres a augmenté à près de 8 000.
Au milieu de la Grande Dépression, qui correspondra avec la Troisième Période, et en conséquence, le Parti communiste a alors tenté d'entamer de nouvelles unions indépendamment des précédentes unions affiliées à la Fédération américaine des travailleurs. Cette politique d'unions duales avait cependant déjà été dénoncée et rejetée par le Parti communiste comme étant aventureuse et beaucoup trop à gauche. Bien que ces nouvelles unions aient été formées, Forester dirigea la Trade Union Education League renommée alors en Trade Union Unity League. Forester en personne a alors été malade la majeure partie de cette période, n'a donc que très peu pris part à ce travail. Aucun des syndicats alors formés ne comptait à un très grand nombre de personnes, bien que beaucoup d'entre eux aient aidé à former le noyau de ceux qui prendront part au grand regain des années 1930.
Les débuts de la crise sont favorables aux communistes américains. En mars 1930, le Parti montre son influence en organisant une manifestation qui réunit quelque 35 000 personnes dans les rues de New York. Les communistes soutiennent l'agitation dans les campagnes et le monde ouvrier, sans aboutir néanmoins à une révolution.
En 1932 les pires débordements de la Troisième Période et de la Grande Dépression ont été en quelque sorte affaiblis, et avec l'élection de Roosevelt, l'organisation syndicale a entamé son renouveau. En 1931, le parti comptait 7 500 membres, puis 12 000 l'année suivante. Le parti communiste bénéficiait d'une certaine audience sur les campus universitaires américains. Lors de l'élection présidentielle de 1932, le candidat communiste William Z. Foster eut 102 785 voix,,.
Initialement, cela a coupé les membres de l'union en unions ébauchées par l'AFL en régions 'fédérales' de l'union. Cela s'avéra rapidement être un échec. Donc la stratégie du groupe de l’Union des mineurs, menée par John L. Lewis, de réunir ces industries fondamentales en relation avec la leur, a reçu un soutien important à la fois de la base des unionistes et du nouveau Comité des organisations industrielles.
Beaucoup de ces nouveaux syndicats comme le Comité des travailleurs du fer, et plus particulièrement, les Travailleurs du fer réunis, ont embauché des communistes comme organisateurs régionaux. Cela est largement dû au travail qu'ils ont fourni les années précédentes. Ajouté à cela, le PC a fusionné ses propres petites alliances en de nouvelles unions affiliées au CIO. Ainsi l'Union des travailleurs automobiles a été amputée des membres qui ont rejoint les Travailleurs de l'automobile réunis.
En plus des syndicats et groupes dans les industries nommées ci-dessus, les communistes furent responsables d'un élan de syndicalisation dans l'industrie du caoutchouc et du vêtement. Même les travailleurs agricoles furent organisés par des membres du parti, et le nombre de membres augmenta considérablement en conséquence. Les militants embrigadèrent aussi des chômeurs et se battirent avec succès [réf. nécessaire] pour une assurance emploi, ce qui deviendra la sécurité sociale. Ils se battirent aussi contre des avis d'évictions et de saisies. Le CPUSA était le seul parti de cette époque à dénoncer le racisme et à militer pour les droits de la communauté noire.

### Consigne d'ouverture et d'union de gauche
Comme avec différents partis communistes de l'époque du Front populaire, la politique intérieure aux États-Unis montre une tentative d'ouverture du CPUSA vers d'autres groupes de gauche. Earl Browder offrit à l'époque à Norman Thomas du parti socialiste de se joindre à lui pour faire front commun dans l'élection présidentielle de 1936, mais Thomas rejeta l'offre.
La politique du Front populaire ne se traduisit pas que par des tentatives de coopération avec les socialistes, qui avaient violemment été dénoncés comme « socio-fascistes » lors des périodes précédentes, mais aussi avec les libéraux et même avec le Parti démocrate. Même si le PCUSA présentait son propre candidat, le discours était à l'encensement des démocrates. Intellectuellement, la période du Front populaire a vu le développement d'une forte influence communiste dans la vie artistique et intellectuelle du pays et ce, souvent au travers d'organisations ou de groupes directement sous l'influence du parti, connus et nommés péjorativement, « façades communistes ».

### Guerre d'Espagne
Ce fut durant la période du Front populaire que les membres du parti se rallièrent à la défense de la Seconde République espagnole à la suite d'une agression militaire pour écraser cette dernière, qui aboutit à la guerre d'Espagne (1936-1939).
En provenance du monde entier, des militants d'extrême-gauche se rallièrent à la défense de la république espagnole, apportant des fonds pour l'assistance médicale et, en de multiples cas, s'engageant comme volontaires pour la république. Le CPUSA ne fit pas exception à ce phénomène. Nombre de ses membres se rendirent en Espagne avec l'aide du parti pour rejoindre la brigade Abraham Lincoln, une des Brigades internationales composée de citoyens américains. En plus de ses autres actions, la brigade Lincoln fut la première force militaire américaine à intégrer Noirs et Blancs dans ses rangs sur un pied d'égalité.

#### Début d'infiltration
Dans les années 1930, avec l'autorisation du président Franklin Delano Roosevelt le FBI commença à enquêter à la fois sur les nazis et les communistes. Le Smith Act et l’Alien Registration Act, rendant illégal de se déclarer en faveur d'un renversement violent du gouvernement, entrèrent en vigueur en 1940.

## Pacte germano-soviétique et la guerre (1939-1945)

### Changements de cap
Après avoir été viscéralement opposé au fascisme durant la période des Fronts populaires, la signature du traité de non-agression entre Staline et Hitler (le Pacte germano-soviétique) en 1939 obligea le CPUSA à entreprendre un changement de cap et passa d'une politique d'anti-fascisme à celle du pacifisme. Le CPUSA en vint même à prôner publiquement la thèse voulant que Winston Churchill et Franklin Delano Roosevelt cherchaient à provoquer une agression contre Hitler. L'invasion conjointe de la Pologne par les troupes nazies et soviétiques obligea aussi le parti à une gymnastique rhétorique pour justifier l'action de Moscou en accusant le gouvernement polonais de fascisme. Avec la rupture du pacte qui suivit l'opération Barbarossa le 22 juin 1941, mettant de nouveau l'Union soviétique et l'Allemagne en guerre l'une contre l'autre, le CPUSA dut encore changer d'argumentation. Ce changement fut si soudain que des membres du CPUSA membres du syndicat UAW, en plein round de négociation, passèrent de positions pro-grève à des positions anti.

### Effort de guerre
Dans cette même optique, tout le long de la Seconde Guerre mondiale, le CPUSA mena une politique anti-grève. En fait, la direction du CPUSA se retrouva au rang des organisations les plus patriotiques des États-Unis et tint un discours de paix sociale. Il semble qu'Earl Browder anticipait que la fin de la guerre aurait amené une période de paix sociale : dans le but de mieux intégrer le mouvement communiste dans la vie américaine le parti sera officiellement dissous en 1944 et remplacé par une association politique communiste. Après la guerre, cependant, le mouvement communiste international vira à gauche. Browder se trouva lui-même isolé lorsqu'une lettre en provenance du Parti communiste français reçut une large diffusion. En résultat, il fut mis à la retraite et remplacé par William Z. Foster, qui restera à la tête du mouvement jusqu'en 1958.

### Réforme interne
Avec la fin de la guerre, le CPUSA fraîchement dissous se reforme sous la gouverne de Foster. En même temps que plusieurs autres partis autour du monde, le CPUSA suivit la même tendance à gauche et à l'interne, des critiques de gauche se mirent à fuser probablement plus que la direction du parti ne pouvait en gérer. Le résultat fut l'expulsion de « premature anti-revisionists ». De ce groupe seul un petit nombre semble avoir été recruté par les trotskystes, malgré la logique que ce choix constituait au vu du contexte. William Dunne, un des anciens alliés proche de Foster, et frère de trois membres éminents du trotskiste Socialist Workers Party, fut un des camarades de lutte à prôner une action plus militante.

## Après-guerre et mccarthysme (1945-1956)
La fin de la guerre marqua le retour des persécutions du CPUSA et, d'une manière cruciale, le retournement d'alliés au sein des syndicats.
Pendant l'après-guerre, une grande peur des activités communistes fut déclenchée par la découverte d'espionnage soviétique et d'infiltration communiste du gouvernement et de l'industrie. Une partie de ces peurs étaient sans doute justifiées, mais certains cas furent excessifs, en particulier celui du sénateur Joseph McCarthy. Ces soupçons excessifs et ces persécutions sont connus sous le nom de maccarthysme.
De pat la perte d'alliés parmi les syndicats et à la suite des attaques du sénateur Joseph McCarthy, des militants du parti furent éjectés de différents syndicats par différentes ruses incluant l'obligation de fournir des serments d'allégeance. En parallèle, le maraudage de syndicats non communistes diminua aussi le support envers le CPUSA. Un grand nombre de syndicats furent décimés par ce type d'offensive, tout comme des radicaux et autres progressistes furent mis à l'écart, incluant les trotskistes qui étaient les plus grands ennemis du parti. Dans de grandes parties du pays, des membres retournèrent dans la clandestinité.
Entre 1940 et 1946, un citoyen volontaire infiltra le Parti communiste pour le compte du FBI. Il apparut au grand jour (ainsi que quelques autres) au cours du procès de la direction du Parti Communiste en 1949 (procès pour violation du Smith Act).
En 1948, Eugene Dennis, William Z. Foster et d'autres dirigeants du parti furent arrêtés sous l'accusation d'avoir appelé au renversement du gouvernement.
L'affaire débuta en mars 1948. Il était difficile à l'accusation de prouver que les douze hommes avaient violé l’Alien Registration Act, vu qu'aucun des accusés n'avait jamais ouvertement appelé à la violence ni été impliqué dans un trafic d'armes à des fins révolutionnaires. L'accusation s'appuya sur des passages des travaux de Karl Marx et d'autres figures révolutionnaires.
Lorsque les trotskystes du Parti socialiste des travailleurs furent les premiers poursuivis en vertu du Smith Act en 1941, les dirigeants du PC approuvèrent les poursuites. On peut relier cela à la stricte observance de la ligne de Moscou par le parti. Le SWP au contraire, soutint les communistes lorsque ce fut leur tour d'être poursuivis en justice.
Une des stratégies de l'accusation lors de ce procès fut de questionner les accusés sur d'autres membres du parti. Comme ils ne souhaitaient pas fournir d'informations sur leurs camarades, ils furent emprisonnés et accusés d'outrage à la cour. Le procès dura onze mois et finalement, le juge Harold Medina (en), dont certains disent qu'il ne cachait pas ses ressentiments personnels à l'égard des accusés, envoya les avocats de la défense en prison pour outrage à la cour.
Après neuf mois de procès, les dirigeants du PC furent jugés coupables de violation de l’Alien Registration Act et condamnés à cinq ans de prison et 10 000 dollars d'amende. Ils firent appel devant la Cour suprême mais, le 4 juin 1951, les juges par 6 voix contre 2 décidèrent que la condamnation était légale.
Cette décision fut suivie par l'arrestation de 46 autres communistes durant l'été 1951. Parmi ceux-là on trouve Elizabeth Gurley Flynn, qui fut aussi accusée d'outrage à la cour après avoir dit au juge qu'elle n'identifierait personne comme étant communiste car elle ne souhaitait pas se déshonorer en devenant une indic. Elle fut également reconnue coupable de violation de l’Alien Registration Act et condamnée à deux ans de prison.

## Après le maccarthysme: le lent déclin (1956-1991)

### Crises de 1956
L'invasion soviétique de la Hongrie en 1956 et le rapport secret de Nikita Khrouchtchev au Parti communiste d'Union soviétique dans lequel il critiquait Staline et le culte de la personnalité ont eu un effet dévastateur sur le parti communiste américain. Le nombre d'adhérents baissa et la direction dut affronter pendant un moment le défi d'un petit groupe emmené par John Gates (en), le rédacteur en chef du Daily Worker qui voulait démocratiser le parti. Peut-être que le pire coup porté au parti à cette période fut la perte du Daily Worker, publié depuis 1924, suspendu en 1958 à cause de la baisse de la diffusion. La plupart des critiques quittèrent le parti démoralisés mais continuèrent de s'engager dans les causes progressistes, travaillant souvent avec des membres du parti. Cette diaspora finit rapidement par fournir le lectorat de publications telles que le National Guardian et la Monthly Review, qui allaient devenir importants dans le développement de la Nouvelle gauche dans les années 1960.

### Direction de Gus Hall
Les affrontements post-1956 au sein du PCEA virent l'avènement d'une nouvelle direction autour de l'ancien ouvrier métallurgiste Gus Hall en 1959. Les idées de Hall étaient très proches de celles de son mentor Foster, mais le jeune homme allait devenir plus rigoureux en garantissant que le parti serait totalement orthodoxe lors des dernières années du vieil homme.

### Années 1960-1970
Donc, alors que les critiques persistantes qui souhaitaient libéraliser le parti furent exclues aussi en 1961, d'autres critiques demandaient le retour d'une certaine forme d'organisation et de discipline plus stalinienne. Quoiqu'ils ne formèrent jamais de forces cohérentes, ces critiques seront le contingent qui créeront le Progressive Labor Movement au début des années 1960. Au travers de ce groupe, qui rapidement adopta le titre de parti, plusieurs cadres du CPUSA devinrent prééminents dans beaucoup de groupes maoïstes comme il en apparaîtra beaucoup dans les années 1970. Jack Shulman (en), le secrétaire de Foster, qui joua un rôle dans ce type d'organisation, ne se fit pas renvoyer mais démissionna.
Dans les années 1970, le nombre d'adhérents au Parti communiste américain (CPUSA) réussit à frôler les 25 000, malgré l'absence de nombreux groupes antirévisionnistes et maoïstes dans ses rangs.

## Aujourd'hui
Cependant, en 1984, voyant l'impact du gouvernement anti-communiste de Reagan ainsi que la chute du nombre d'adhérents au Parti, Gus Hall décida de mettre un terme à la participation électorale du parti à travers les États-Unis [réf. nécessaire]. Depuis ce jour, le PCUSA soutient le Parti démocrate dans toutes les élections américaines. Cependant, des candidats continuent de se présenter sous la bannière du parti à des postes locaux. Gus Hall prit sa retraite et est remplacé par Sam Webb. Le journal officiel du parti s'appelle People's Weekly World et le mensuel du parti Political Affairs. Le PCUSA revendique 20 000 adhérents auxquels il faut ajouter les quelque 3 000 militants de la ligue des jeunes communistes des États-Unis (anciennement ligue de libération des jeunes travailleurs).
Le Parti communiste décide avec réticence de soutenir Hillary Clinton face à Donald Trump lors de la campagne présidentielle de 2016. Cette position a fait l'objet de débats à gauche ; les socialistes démocrates estimant qu'un soutien à Clinton, jugée très proche des milieux financiers et favorable au libre-échange, compromettrait les efforts fournis pour construire une force politique capable de peser à gauche du Parti démocrate.
Depuis le 31e congrès du Parti, qui s'est tenu le 23 juin 2019 à Chicago, la direction est assurée par deux co-présidents : Rossana Cambron et Joe Sims. Ils ont succédé à John Bachtell.

## Controverses sur l'espionnage et sur le financement
Avec la déclassification des fichiers du FBI sur le PCUSA, les archives russes contenant les enregistrements du Communist International et du PCUSA, et les messages soviétiques de la Seconde Guerre mondiale entre les bureaux du KGB aux États-Unis et à Moscou, déchiffrés, aussi connu sous le nom de « Venona Cables », le grand public peut maintenant juger de l'implication de ce parti dans l'espionnage. L’URSS le finança en secret de sa fondation en 1919 jusqu'à la dissolution de l'Union soviétique. Des extraits des archives du Kominterm montrent que tous les partis communistes nationaux qui se conformaient à la ligne soviétique étaient financés de la même manière. D'un point de vue communiste, ce financement international découle de la nature internationaliste du communisme ; l’assistance fraternelle était considérée comme le devoir des communistes de tous pays pour aider leurs camarades dans d'autres pays.
La documentation des anciens États soviétiques, ouverte depuis 1991, confirme le rôle de l'argent soviétique dans les activités internes et externes du CPUSA. Les fonds servirent au traitement d'organisateurs salariés, à la publication de journaux imprimés et d'autres activités de propagande, et servit à influer sur des syndicats, des fraternités étudiantes et des associations éducatives. Parfois, ces fonds étaient donnés avec un blanc-seing, mais souvent, le Kominterm imposait qu'ils fussent employés à l'un ou l'autre usage.
Bien que le CPUSA ait décliné en influence et en activité dès les années 1950, les documents récemment déclassifiés révèlent la présence de transferts soviétiques jusqu'en 1987. Gus Hall demanda 2 millions de dollars (USD) pour la publication du Daily Worker et pour le loyer du local du CPUSA.
De 1959 jusqu'à 1989, quand Gus Hall combattit les initiatives prises par Gorbatchev, le parti reçut des fonds importants de la part de l'Union soviétique (il y a au moins un reçu signé par Gus Hall dans les archives du KGB). De 75 000 dollars en 1959, cette subvention monta jusqu'à 3 millions de dollars en 1987.
Au total, entre 1971 et 1989, il aura reçu 42 millions de dollars.
Cette somme considérable est liée à l'observance par le parti de la ligne politique de Moscou, alors qu'au contraire les partis communistes français et italien avaient abandonné la ligne orthodoxe. L'arrêt de ces versements en 1989 provoqua une crise financière, obligeant le parti à transformer en 1990 son quotidien (le People's Daily World) en un hebdomadaire (le People's Weekly World).

### Rôle dans l'espionnage nucléaire
De plus, on sait maintenant que le 10 avril 1943, des agents du KGB et le résident de New York Vassili M. Zarubin ont rencontré un membre important du CPUSA, Steve Nelson, à Oakland, et discutèrent d'espionnage. Theodore Hall, un physicien formé à l'université Harvard et membre du parti, commença à passer des informations sur la bombe A aux Soviétiques peu après avoir été engagé à Los Alamos à l'âge de 19 ans. Hall, qui était connu comme Mlad par ces correspondants du KGB, échappa aux persécutions lors du maccarthysme. La femme de Hall, consciente de son espionnage, affirme que les correspondants du KGB lui ont conseillé de plaider l’innocence, comme les Rosenberg le firent, s’ils étaient formellement coupables.

## Activités

### Organiser
Comme la plupart des partis politiques, les communistes ont souvent participé à la création de sociétés indépendantes (front groups) qui soutenaient certaines de leurs idées ou qui servaient à des fins politiques. En outre, les membres du Parti communiste qui travaillaient ensemble à l'intérieur d'une organisation telle qu'un syndicat de travailleurs arrivaient souvent, en procédant habilement grâce à ceux qui les supportaient (ou du moins qui ne s'opposaient pas avec virulence à eux) à obtenir les postes les plus importants voire, dans certains cas, à accéder à la direction de l'organisation.
Parfois, surtout dans les syndicats tels que le Screen Actor Guild, cette pratique résultait en un jeu d'influence puisque des membres plus conservateurs, comme Ronald Reagan, les concurrençaient pour contrôler le syndicat.
Beaucoup de conservateurs utilisèrent opportunément le red-baiting (qui consiste à accuser quelqu'un d'être communiste) afin d'attaquer et d'expulser les communistes de la direction des syndicats et même de leur faire perdre leur travail.

## Personnalités

### Présidents du parti communiste américain
- C. E. Ruthenberg (en), secrétaire général (1919-1927), James P. Cannon, président du parti, (1919-1928)
- Jay Lovestone (1927-1929)
- William Z. Foster (1929-1932)
- Earl Browder (1932-1945)
- Eugene Dennis, secrétaire général (1945-1959) et William Z. Foster, président du parti (1945-1957)
- Gus Hall (1959-2000)
- Sam Webb (2000-2014)
- John Bachtell (2014-2019)
- Rossana Cambron et Joe Sims (depuis 2019)

### Anciens membres célèbres
Au cours des années, plusieurs personnalités connues furent membres du parti, notamment :
- Clara Lemlich (1886-1982), syndicaliste américaine
- Richard Wright (1908-1960), écrivain noir américain
- L'ex-membre la plus connue du CPUSA est sans doute Angela Davis.
- W. E. B. Du Bois sociologue, éditeur et poète afro-américain
- Le journaliste John Silas Reed
- Le romancier Howard Fast
- Le scénariste Dalton Trumbo
- Le rappeur Tupac Shakur

Dissidents
- Bella Dodd
- Kenneth Goff
- Manning Johnson

#### Histoire syndicale
- Bert Cochran, Labor and Communism: The Conflict That Shaped American Unions, Princeton University Press, 1977,  (ISBN 0-691-04644-1)
- Harvey Levenstein, Communism, Anticommunism, and the CIO, Greenwood, 1981, broché,  (ISBN 0-313-22072-7)
- Max M. Kampelman, Communist Party Vs the Cio: A Study in Power Politics (American Labor Series No. 2), Ayer Company Publishing, 1971, broché,  (ISBN 0-405-02929-2)
- Ronald W. Schatz, Electrical Workers: A History of Labor at General Electric and Westinghouse, 1923-60, University of Illinois Press, 1983, broché,  (ISBN 0-252-01031-0); ré-édition poche  (ISBN 0-252-01438-3)
- Joshua B. Freeman, In Transit: The Transport Workers Union in New York City, 1933-1966 With a New Epilogue, Temple University Press, 2001, édition de poche 446 p.  (ISBN 1-56639-922-X)
- Roger Keeran, Communist Party and the Auto Workers Unions, Indiana University Press, 1980, broché,  (ISBN 0-253-15754-4)
- Cletus E. Daniel, Bitter Harvest: A History of California Farmworkers, 1870-1941, University of California Press, 1982, tédition de poche,  (ISBN 0-520-04722-2); textbook binding, Cornell University Press, 1981,  (ISBN 0-8014-1284-6)

#### Questions agricoles
- Robin D.G. Kelley, Hammer and Hoe: Alabama Communists During the Great Depression, University of North Carolina Press, 1990, édition de poche,  (ISBN 0-8078-4288-5)
- Lowell K., Dyson, Red Harvest: The Communist Party and American Farmers, University of Nebraska Press, 1982, broché,  (ISBN 0-8032-1659-9)

#### Questions sociales et ethniques
- Nathan Glazer, The Social Basis of American Communism, Greenwood, 1974,  (ISBN 0-8371-7476-7)
- Harvey E. Klehr, Communist Cadre: The Social Background of the American Communist Party, Hoover Institution Press, 1960,  (ISBN 0-685-67279-4)
- Auvo Kostiainen, The Forging of Finnish-American Communism, 1917-1924: A Study in Ethnic Radicalism, Annales Universitatis Turkuensis, Series B, No. 147, université de Turku, Turku, Finlande, 1978
- Mark Naison, Communists in Harlem During the Depression, University of Illinois Press, 1983, broché,  (ISBN 0-252-00644-5); Grove Press reprint, 1985,  (ISBN 0-8021-5183-3)
- Charles H., Martin, The Angelo Herndon Case and Southern Justice Louisiana State University Press, 1976,  (ISBN 0-8071-0174-5)
- Dan T. Carter, Scottsboro a Tragedy of the American South, Oxford University Press, 1972, trade paperback,  (ISBN 0-19-501485-5); Louisiana State University Press; 1979, édition de poche,  (ISBN 0-8071-0498-1)

#### Divers
- Daniel Aaron, Writers on the Left: Episodes in American Literary Communism, Harcourt Brace & World, 1959
- Larry Ceplair and Steven Englund, Inquisition in Hollywood: Politics in the Film Community, 1930-1960, Doubleday, 1980, broché,  (ISBN 0-385-12900-9); University of Illinois Press, 2003, édition de poche, 576 pages,  (ISBN 0-252-07141-7)
- Robert Rosenstone, Crusade on the Left: The Lincoln Battalion in the Spanish Civil War, Pegasus, 1969.
- Constance Ashton Myers, The Prophet's Army : Trotskyists in America, 1928-1941, Greenwood, 1977, broché, 281 pages,  (ISBN 0-8371-9030-4)
- Robert Jackson Alexander and Robert S. Alley, Right Opposition: The Lovestoneites and the International Communist Opposition of the 1930's, Greenwood, 1981, broché, 342 pages,  (ISBN 0-313-22070-0)

#### Nouvelle gauche
- Peter Collier and David Horowitz, Destructive Generation: Second Thoughts about the '60s, Summit Books, 1989, broché,  (ISBN 0-671-66752-1); Summit Books, trade paperback,  (ISBN 0-671-70128-2); Simon and Schuster, 1996, édition de poche, 398 pages,  (ISBN 0-684-82641-0)
- Todd Gitlin, Sixties: Years of Hope, Days of Rage, Bantam, 1987, hardcover,  (ISBN 0-553-05233-0); Bantam Dell, 1993, édition de poche,  (ISBN 0-553-37212-2)
- James E. Miller also known as Jim or James Miller, Democracy Is in the Streets: From Port Huron to the Siege of Chicago, Touchstone Books, 1988, broché,  (ISBN 0-671-53056-9); Harvard University Press, 1994, trade paperback,  (ISBN 0-674-19725-9); Touchstone Books, 1988, édition de poche,  (ISBN 0-671-66235-X)

#### Espionnage et infiltration
- Allen, Weinstein, Perjury: The Hiss-Chambers Case, Knopf, 1978, broché,  (ISBN 0-394-49546-2)
- Roger Pinto, Julius et Ethel Rosenberg. Un déni de justice 1950-1997, Série internationale, 2002, Publications de La Sorbonne, 231 pages,  (ISBN 2-85944-419-X).
- Earl Latham, Communist Controversy in Washington: From the New Deal to McCarthy, Holiday House, 1972,  (ISBN 0-689-70121-7); broché,  (ISBN 1-125-65079-6)
- Richard M. Fried, Nightmare in Red: The McCarthy Era in Perspective, Oxford University Press, 1991, édition de poche,  (ISBN 0-19-504360-X);  (ISBN 0-19-504361-8)

#### Soutien financier soviétique au parti
- The Sword and the Shield: The Mitrokhin Archive and the Secret History of the KGB, Christopher Andrew et Vassili Mitrokhine, Basic Books, 1999, hardcover edition, p. 287-293, p. 306,  (ISBN 0-465-00310-9). Vassili Mitrokhine était un archiviste qui travaillait pour le KGB. Après 1972, lorsque le KGB établit ses nouveaux bureaux à Yasenovo, Mitrokhine se vit confier la charge d'y transférer le gros des dossiers de son ancien bureau de la Loubianka à Moscou. Les dix années qui suivirent, tout en accomplissant cette tâche, il copia de nombreux dossiers qu'il fit passer au MI-5 lorsqu'il quitta le KGB en mars 1992.
- Operation Solo: The FBI's Man in the Kremlin, John Barron, Regnery Publishing, 1996,  (ISBN 0895264862); 2001 edition,  (ISBN 0709160615). Cette biographie de Morris Childs (en), qui, avec son frère Jack, conçut et effectua les transferts de fonds dans les années 1960-1970, est largement similaire au précédent.

#### Joe McCarthy
- David M. Oshinsky, Conspiracy So Immense: The World of Joe McCarthy, Simon and Schuster, 1985, édition de poche,  (ISBN 0-02-923760-2); Free Press,  (ISBN 0-02-923490-5)
- Thomas C. Reeves, Life and Times of Joe McCarthy, Stein & Day, 1983, broché,  (ISBN 0-8128-2337-0)